# Eric Anjou

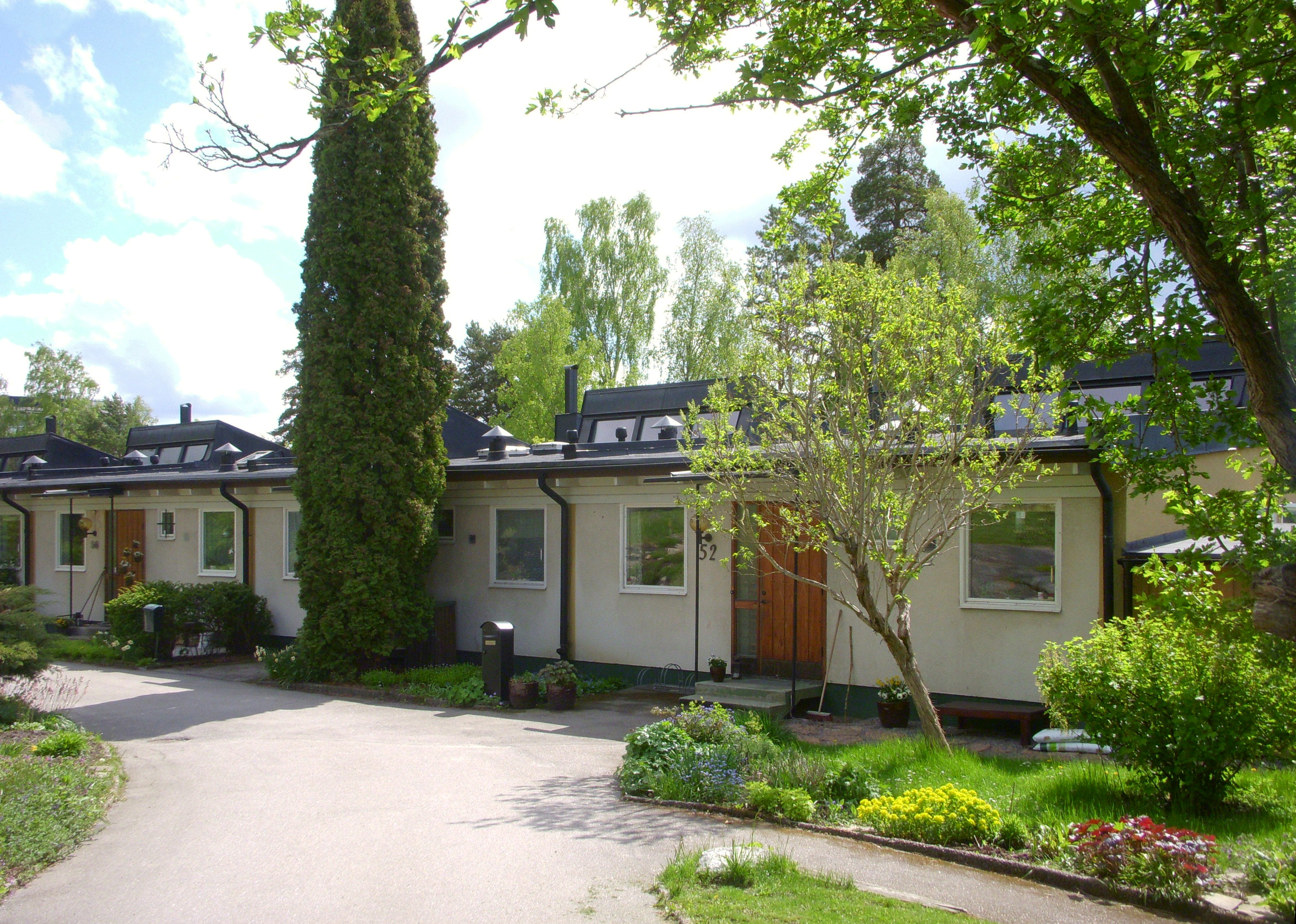
Trädgårdsanläggningen för radhusen i fastigheten Fresia 5 ritades 1957.

Erik Viktor Anjou (stavade sitt eget förnamn Eric), född 1 april 1919 i Ordrup, Danmark, död 21 mars 2009 på Väsby i Horns församling, Linköpings stift, var en svensk landskapsarkitekt. Han räknas till en av sin tids mest ansedda landskapsarkitekter, med säte i Stockholm och verksam i Sverige.

## Biografi

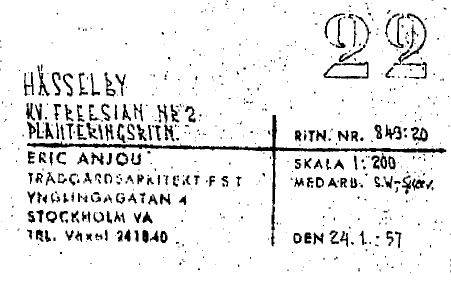
Ritningsstämpel för Fresia 5, 1957.

Anjou (uttalas: ánnscho) är en släkt härstammande från den vallonske arbetaren Nicolas Anjou (Anceau, Anceou, Ancieo, Anciaux), vilken enligt en anteckning av industrimannen Louis De Geer 1633 inflyttade till Sverige och var verksam vid Österby bruk.
Eric Anjou, som var son till trädgårdsarkitekt  Victor Anjou och Marie-Louise Lund, var trädgårdsarkitekt och landskapsarkitekt. Under åren 1942 till 1957 hade han samarbete med Walter Bauer. Deras firma hade som mest ett 70-tal medarbetare och formgav trädgårdsanläggningar samt upprättade markplaneringsritningar för en lång rad nybyggnadsprojekt runtom i landet. 
Anjou gestaltade bland annat trädgårdsanläggningen för bostadsområdet Skönstaholm i Hökarängen, radhusen Fresia 5 ”Radiohusen” och Sjötrådgården båda i Hässelby strand. I slutet av 1960-talet stod han tillsammans med Bauer för markgestaltningen runt Elinsborgsskolan i Tensta. På tidigt 1970-tal ritade han innergårdarna på Huddinge sjukhus vilka fick en modernistisk stil och restaurerades 2012.
Eric Anjou är gravsatt i minneslunden på Horns kyrkogård i Östergötland.

## Övriga arbeten i urval

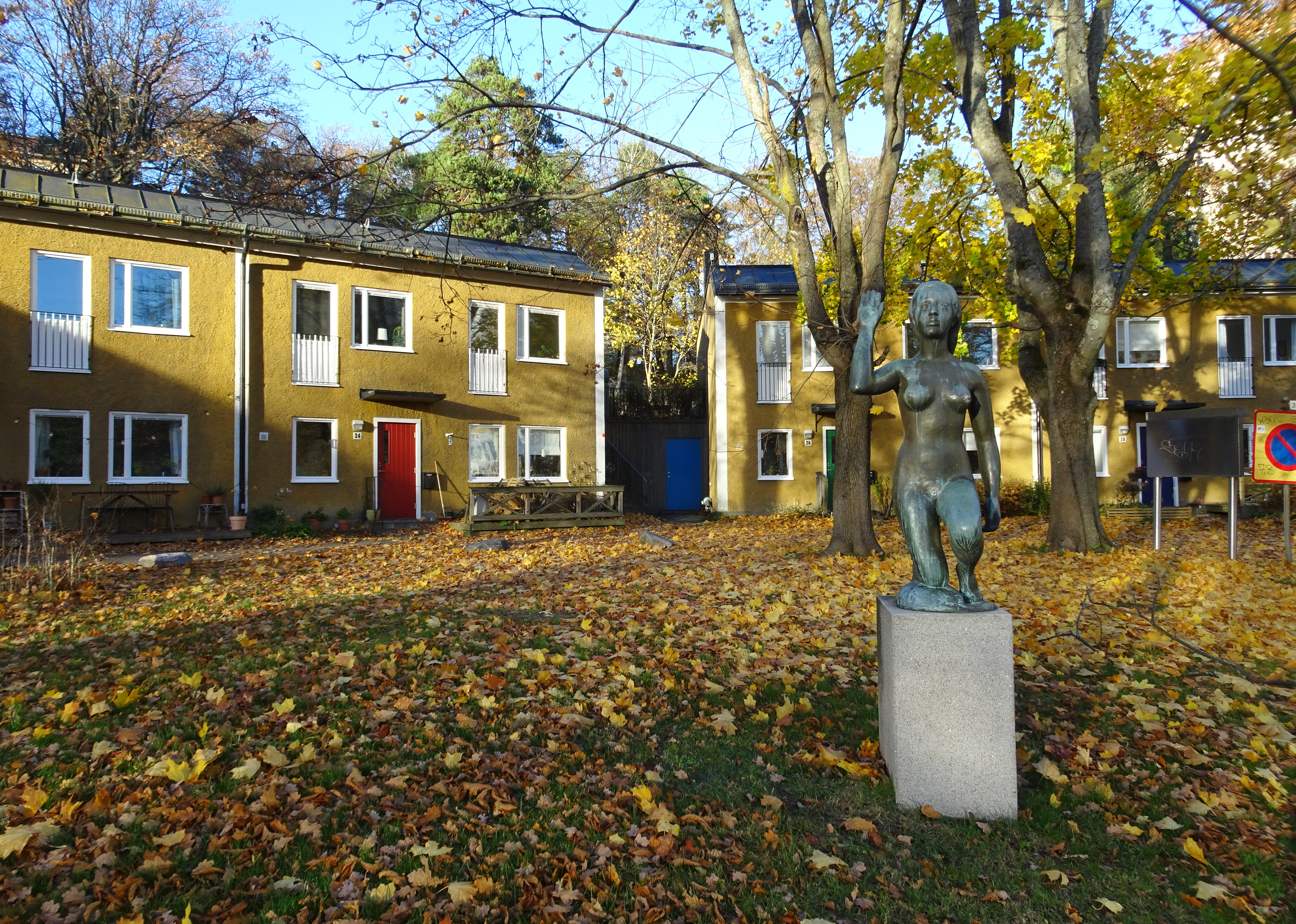
Ekensbergsvägens radhusområde.

- Rostaparkerna i Örebro (sent 1940-tal)
- Kvarteret Glasteglet, Bandhagen (1953)
- Ringlåset 1, Hagsätra (1957)
- Mölndals stadshuspark (1958-1962) tillsammans med  Walter Bauer
- Pensionärshemmet Eken, Gröndal (1956–1962)
- Kvarteret Ljuskronan och Ljussaxen, Gröndal (1958)
- Topasen 1 och 2 i Norrköping (1960-tal)
- Solhjulet, Sollentuna (tidigt 1960-tal)
- Storstugeparken, Täby (tidigt 1960-tal)

## Publikationer
- Artiklar i tidskriften Hem i Sverige
- Medverkan i Allmän material- och arbetsbeskrivning AMA för trädgårdsanläggningar.